# Sébastien Planas (rugby)
Pour les articles homonymes, voir Planas.
Sébastien Planas, né le 5 mai 1984 à Perpignan (France), est un joueur de rugby à XIII. Il évolue actuellement aux Archiball Côte Basque. Il est également international français.
En 2018, il prend sa retraite.